# Ichiya Kumagae

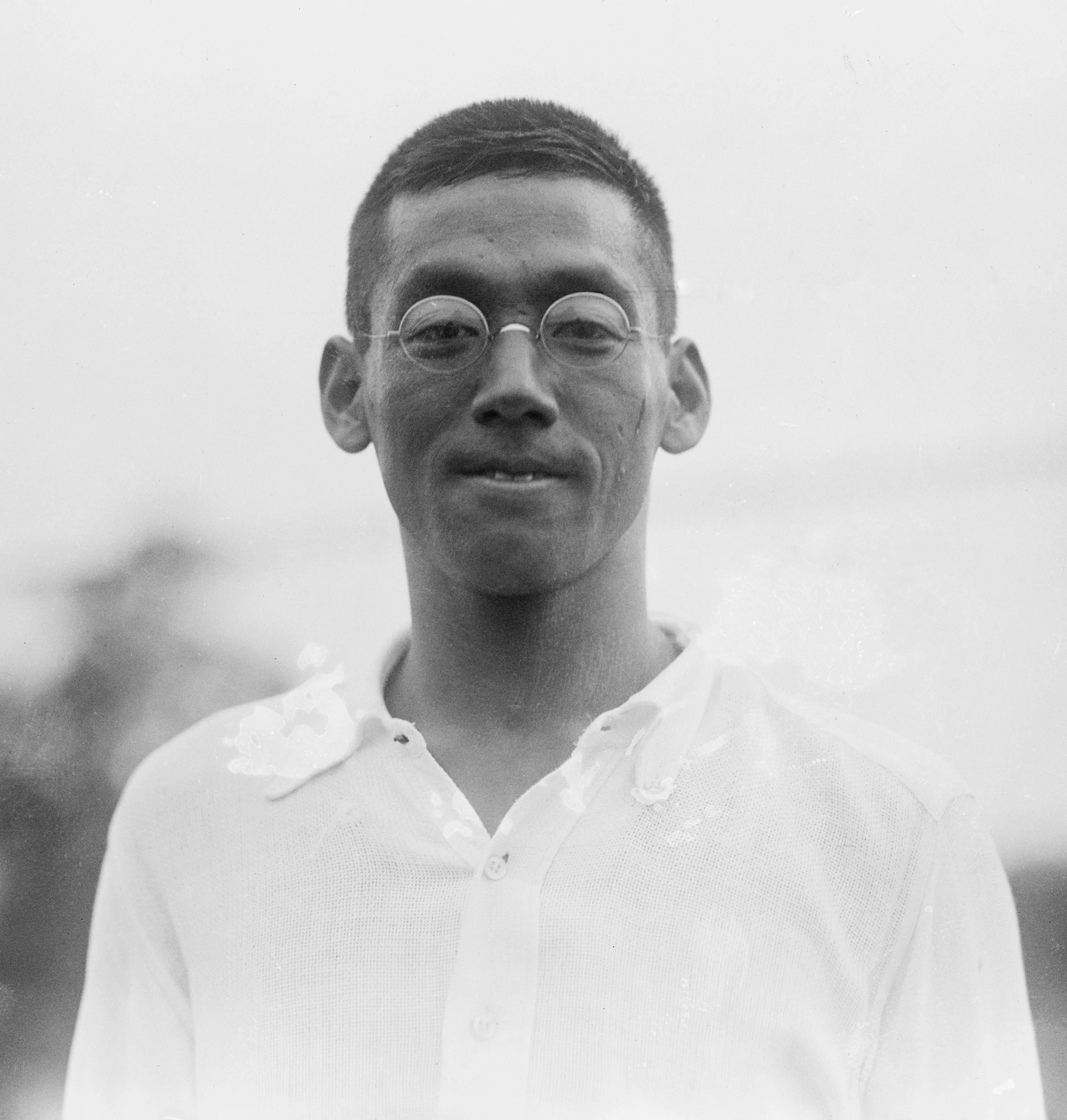
Ichiya Kumagae

Ichiya Kumagae, född 10 september 1890, död 16 augusti 1968 i Omuta, Fukuoka, Japan, var en japansk vänsterhänt tennisspelare.

## Tenniskarriären
Ichiya Kumagae var tillsammans med i första hand landsmannen Zenzo Shimizu bland de tidigaste företrädarna för det japanska "tennisundret", som inföll under 1920- och 1930-talen då Japan, i skuggan av USA och Frankrike, var en betydande tennisnation. Båda spelarna nådde internationella framgångar, särskilt i USA, men ingen av de två lyckades vinna någon Tennisens Grand Slam-titel. 
Kumagae var den förste japanske spelare som hade framgångar i Grand Slam (GS)-turneringar. År 1918 nådde han semifinalen i Amerikanska mästerskapen. Han mötte där den amerikanske spelaren Bill Tilden som vann med 6-2, 6-2, 6-0.
Kumagae vann 1920 två silvermedaljer (singel och dubbel) i de Olympiska sommarspelen i Antwerpen. I singelfinalen mötte han den sydafrikanske spelaren Louis Raymond som vann den jämna matchen med 5-7, 6-4, 7-5, 6-4. Dubbelfinalen spelade Kumagae tillsammans med landsmannen Seiichiro Kashio.
Säsongen 1921 deltog Kumagae tillsammans med Shimizu i det japanska Davis Cup-laget. Han spelade totalt nio DC-matcher av vilka han vann fem, alla matcher spelades på gräsunderlag. Efter oväntade segrar över lagen från Indien och Australien spelade Japan världsfinal Challenge Round mot ett amerikanskt lag bestående av Bill Tilden, Bill Johnston, Richard Williams och Watson Washburn. Matchen spelades i Forest Hills i New York i stekande sommarhetta. Japanerna gjorde visserligen gott motstånd, men USA vann med klara 5-0 i matcher. Kumagae förlorade sina singelmatcher mot Bill Tilden med 7-9, 4-6, 1-6 och Bill Johnston med 2-6, 4-6, 2-6.

## Spelaren och personen
Ichiya Kumagae beskrivs av Bill Tilden i dennes bok "The Art of Lawn Tennis" som en fin idrottsman som vunnit respekt och vänskap hos alla som mött honom. Han beskrevs som en snabb spelare med en fantastisk forehanddrive. Flera japanska spelare var vid tiden bekanta för sina forehandslag, vilka de fulländat genom träning i det närbesläktade soft-ball tennisspelet, vilket var och fortfarande är populärt i Japan. 
Kumagae tillbringade tiden från 1917 i USA där han vid sidan av tennisen bedrev affärsverksamhet i New York. Han utvecklade sitt spel under tiden genom flera möten med framstående amerikanska spelare. Enligt Tilden förbättrade han då sin serve och backhand. Han lärde sig också attackspel vid nätet genom volleyslag. Han förblev dock i första hand baslinjespelare. Kumagae trivdes bäst på hard-courtunderlag och sämst på gräs. 